# Руссобіт-М
Руссобіт-М (рос. Руссобит-М, англ. Russobit-M) — російська компанія розробник, локалізатор, видавець та дистриб'ютор відеоігор та іншого мультимедійного програмного забезпечення для персональних комп'ютерів.
Компанія заснована у 1999 році як дочірній підрозділ Концерну Руссобіт, заводу з виробництва оптичних носіїв інформації. Головний офіс розташований у Москві. У Києві є самостійний підрозділ компанії, заснований у 2005 році.
У травні 2008 року компанії GFI та Руссобіт-М об'єдналися в холдинг Бествей (Bestway group), у жовтні того ж року до них приєдналася компанія Play Ten Interactive.
На сьогодні компанією видано понад 900 проектів. Більшість продуктів видаються не лише у Росії та країнах СНД, але і по всьому світу. Розповсюдження продукції здійснюється у вигляді поширення через мережу торговельних представництв в регіонах Росії та ближнього зарубіжжя.
Особливе місце в роботі компанії займає служба реклами та зв'язків з громадськістю. Руссобіт-М проводить масштабні рекламні акції з просування своїх продуктів, спеціальні семінари та презентації, відкриті бета-тестування ще не випущених ігор, бере участь у розвитку кіберспорту, а також випускає супутню рекламну та сувенірну продукцію для особливо гучних проектів.

### Розроблені ігри
- We Were Soldiers
- Precursors
- Neuro
- Ancient Wars: Sparta
- Доля Еллади
- The Golden Horde
- Homeplanet
- TMNT
- Worms: Armageddon
- Cultures 2: The Gates of Asgard

### Навчальні програми та ігри для дітей
Компанія видає розвиваючі та навчальні мультимедійні продукти для дітей: наприклад, серії «Алік», «Антошка», «Гарфілд», «Діти шпигунів», «Дитинство Мапет», «Навчання із пригодами».

### Довідники і навчальні програми
Окрім ігор, з число видаваних продуктів входять мультимедійні довідники (юридичні, побутові, комп'ютерні, шкільні) та навчальні програми з іноземними мовами, диски по навчання водіння автомобілем і тому подібному.

### Відео-продукція
Крім того, компанія видає мультиплікаційні серіали кінокомпанії Nickelodeon на DVD-дисках: Ох вже, ці дітки, Гей, Арнольде!, Злюки бобри, КітПес, Пригоди Джиммі Нейтрона: хлопчика-генія, Як говорить Джинджер, Дика сімейка Торнберрі, Губка Боб Квадратні Штани.

## Партнери
Руссобіт-М співпрацює з великою кількістю фірм в різних областях. Наприклад, багато з виданих ігор були випущені з системою захисту від компанії StarForce. У лютому 2008 року Руссобіт-М випустив першу в Росії гру, захищену технологією резервна копія від StarForce.

### Розробники і видавці в Росії і СНД
- Boolat
- Burut CT
- Deep Shadows
- EXE.soft
- Game Factory Interactive
- GSC Game World
- Play Ten Interative
- Revolt Games

### Західні видавці
- Atari
- JoWooD
- Microids
- Nickelodeon
- Strategi First
- Team 17 Software
- THQ
- UbiSoft
- Wanadoo